# Мачванска окружна лига у фудбалу
Мачванска окружа лига основана је 2010. године. Лига се састоји од 16 клубова из региона Мачве. На крају сезоне освајач лиге прелази у виши ранг у Зону Дрине, а задња 2 клуба испадају у нижи ранг, у међуопштинску лигу (Мачва, Поцерина, Јадар...).

## Клубови у сезони 2019/20
- ФК Синђелић Липница
- ФК Липолист
- ФК Гучево Бања Ковиљача
- ФК Напредак Мачвански Белотић
- ФК Слога Липнички Шор
- ФК Јединство Мали Зворник
- ФК Јединство Штитар
- ФК Младост Прњавор
- ФК Борац Шабац
- ФК Антимон Зајача
- ФК Мачва 2005 Богатић
- ФК Раднички Коцељева
- ФК Младост Доњи Добрић
- ФК Јадар Ступница
- ФК Рађевац Крупањ
- ФК Хајдук Станко Црна Бара

## Освајачи лиге
| Сезона  | Освајач       | Другопласирани   |
| ------- | ------------- | ---------------- |
| 2017/18 | Мачва 2005    | Раднички Шабачки |
| 2016/17 | Борац         | Младост          |
| 2015/16 | Дрина         | Раднички Шабачки |
| 2014/15 | Прово         | Мачва 2005       |
| 2013/14 | Рађевац       | Прово            |
| 2012/13 | Младост (ДД)  | Рађевац          |
| 2011/12 | Борац         | Рађевац          |
| 2010/11 | Милош Поцерац | Младост          |